# Kurhan Artjuchowski
Kurhan Artjuchowski – kurhan z okresu Królestwa Bosporańskiego, położony na Półwyspie Tamańskim w pobliżu starożytnych miast Kepoi i Fanagorii, niedaleko współczesnej wsi Artjuchowa.
Jest badany przez archeologów od 1879. Do czasu wykopalisk jego wysokość wynosiła 6,4 m, a szerokość – 131 m. Zawierał pochówki w formie kamiennych grobów skrzynkowych z okresu między III wiekiem p.n.e. a I wiekiem n.e., przypisywane miejscowej rodzinie arystokratycznej, należącej do ludu Syndów. Do tej pory odsłonięto ponad 20 grobów z pochówkami szkieletowymi.
Najbardziej interesujące były 3 grobowce z lat 140-125 p.n.e., w których odnaleziono m.in. srebrne i gliniane naczynia, zwierciadła oraz złote ozdoby. Dwa pochówki były położone obok siebie i zawierały szkielety kobiety i mężczyzny, małżonków zmarłych w różnym czasie, ale pochowanych w grobie przygotowanym jeszcze za ich życia.
Szczególnie bogaty był trzeci grobowiec zawierający pochówek kobiety. Odkryto w nim liczne ozdoby, będące wspaniałymi przykładami hellenistycznej sztuki jubilerskiej, w tym: 6 naszyjników, złoty torques, szpilkę z frędzelkiem, złoty medalion z przedstawieniem Afrodyty i Erosa, 2 bransolety, 3 złote pierścienie, złote kolczyki z gołąbkami, a także srebrne wazy, zwierciadło, szkatułki i naczynia. Najcenniejszym jednak znaleziskiem był złoty diadem z granatami i barwną emalią z wyobrażeniem orła, unoszącego Ganimedesa na Olimp.
Odnalezione ozdoby świadczą, że pochowane osoby należały do kręgu wyznawców Afrodyty. Obecnie znaleziska te znajdują się w zbiorach petersburskiego Ermitażu.